# Sankt Gregorios Upplysarens kyrka
Ev att förväxla med Sankt Gregorios Upplysarens katedral i Jerevan.
 Sankt Gregorios Upplysarens kyrka (armeniska: Սուրբ Գրիգոր Լուսավորիչ եկեղեցի, Surb Grigor Lusavorich yekeghets'i) var en kyrkobyggnad i distriktet Kentron i Jerevan i Armenien, som byggdes mellan 1869 och 1900 och revs 1939. Kyrkan hade sitt namn efter den armeniska kyrkans grundare Gregorius Upplysaren.
Den låg på den plats, där idag Jeghishe Tjarents skola ligger vid Amirjangatan.